# El sicario
El sicario es un documental franco-estadounidense de 2010 dirigido por el cineasta italiano Gianfranco Rosi en el que un exsicario relata su labor como miembro de un cártel del narcotráfico en Ciudad Juárez, Chihuahua, México.
Durante el tiempo de filmación que pasó Rosi en Juárez, recabó material de diferentes fuentes además del protagonista, incluyendo a la policía y periodistas, pero optó por conformar el documental exclusivamente con el testimonio de quien le da título:
«Un sicario que se mueve entre México y EE. UU. es protagonista en Venecia». Consultado el 16 de septiembre de 2012. «Al final he decidido quitar toda la violencia de la ciudad. He estado un mes rodando en Juárez. He ido con la Policía, con los periodistas, pero al final, en el filme, quería que fuera sólo la palabra del sicario la que negara la imagen, no la imagen la que negara la palabra al sicario». (enlace roto disponible en Internet Archive; véase el historial, la primera versión y la última)., refiriéndose a que Rosi sintió a Ciudad Juárez demasiado silenciosa, como muerta, en la que aparenta no suceder nada y sin embargo la señala como la ciudad más violenta del mundo.
Tener a un solo personaje hablando en pantalla técnicamente es difícil de solventar, y más si está encapuchado, pues se corre el riesgo de cansar al espectador. Según Rosi, el protagonista y narrador mientras diagrama sus explicaciones en un cuaderno a la par que platicá, exuda una química especial que resulta cinematográfica y suficiente para sostener la película.
Sobre las motivaciones de Rosi para realizar el filme y su búsqueda formal puede añadirse la siguiente cita:
«Un sicario que se mueve entre México y EE. UU. es protagonista en Venecia». Consultado el 16 de septiembre de 2012. «El filme tiene una capacidad evocadora fortísima, que está en la palabra. No quería hacer una investigación en sí, quería que en el trasfondo estuviera el desastre total de México, los muertos por la violencia, pero que fuera el retrato de una persona, que dijese algo muy profundo, que hiciera un recorrido». (enlace roto disponible en Internet Archive; véase el historial, la primera versión y la última).

## Recepción
Si bien no se conoce que haya existido censura contra El sicario en México, en palabras de Rosi sería difícil encontrar, por el miedo, a alguien interesado en querer distribuirla en México.

## Argumento
Un exsicario del narcotráfico mexicano plática 20 años que vivió enrolado en un cártel y su posterior abandono de la organización incluidos los motivos que lo hacen dejarla.

## Premios y reconocimientos
Estos incluyen:
- Premios FIPRESCI, Biografilm y Documental Horizonte del Festival Internacional de Cine de Venecia
- Mejor documental, Premio Ciudad de Lisboa del DocLisboa, Lisboa, Portugal.
- Mejor documental del Docaviv Film Festival de Israel
- Premio "Selección" del Cinema.doc de Roma, Italia.
- Mención especial de la Viennale, Vienna, Austria.
- Gran Premio del Jurado del Festival de Cine Documental Londres Ciudad Abierta, Reino Unido